# Combattimento di Hundheim
Il combattimento di Hundheim si svolse durante la campagna al Meno della guerra austro-prussiana 1866 tra l'alleanza prussiana e l'esercito federale della Confederazione tedesca. Il ebbe luogo il 23 luglio 1866 nei pressi di Hundheim nel Granducato di Baden, oggi frazione di Külsheim. Le truppe della Prussia e del Ducato di Sassonia-Coburgo-Gotha sconfissero la divisione di Baden dell'VIII Corpo dell'esercito federale.